# Sexmo (Cártama)
Sexmo es una localidad de Cártama (Málaga), España. Se encuentra a las afueras de este, a medio camino entre el pueblo y Santa Rosalía. Dista unos 16 km de Málaga capital hacia el oeste.

## Geografía
Sexmo se encuentra en pleno Valle del Guadalhorce, resguardado tras de sí por la Sierra de Cártama. Está situado sobre una llanura a unos 80 m s. n. m., limita al oeste con Estación de Cártama, al sur y al este con el término municipal de Málaga y al norte con la localidad de Las Molineras del mismo municipio. A unos dos kilómetros hacia el sur pasa el cauce del río Guadalhorce.
La población no comienza a concentrarse en la zona hasta el siglo XX, a ambos lados del camino que construye Confederación Hidrográfica.

### Topónimo
El topónimo tiene su origen en sexmo, una palabra del castellano antiguo que significa ‘la sexta parte’ y se usaba para referirse a la división de la tierra conquistada en distintas fracciones, en este caso en seis partes.

## Deporte
Cabe destacar la práctica de balonmano a nivel provincial, teniendo una gran tradición en el núcleo el Club de Balonmano Sexmo.

## Economía
Tradicionalmente su economía se basaba en la agricultura y ganadería caprina. Las familias de este pueblo siempre se han dedicado a trabajos relacionados con el campo.

## Transporte público

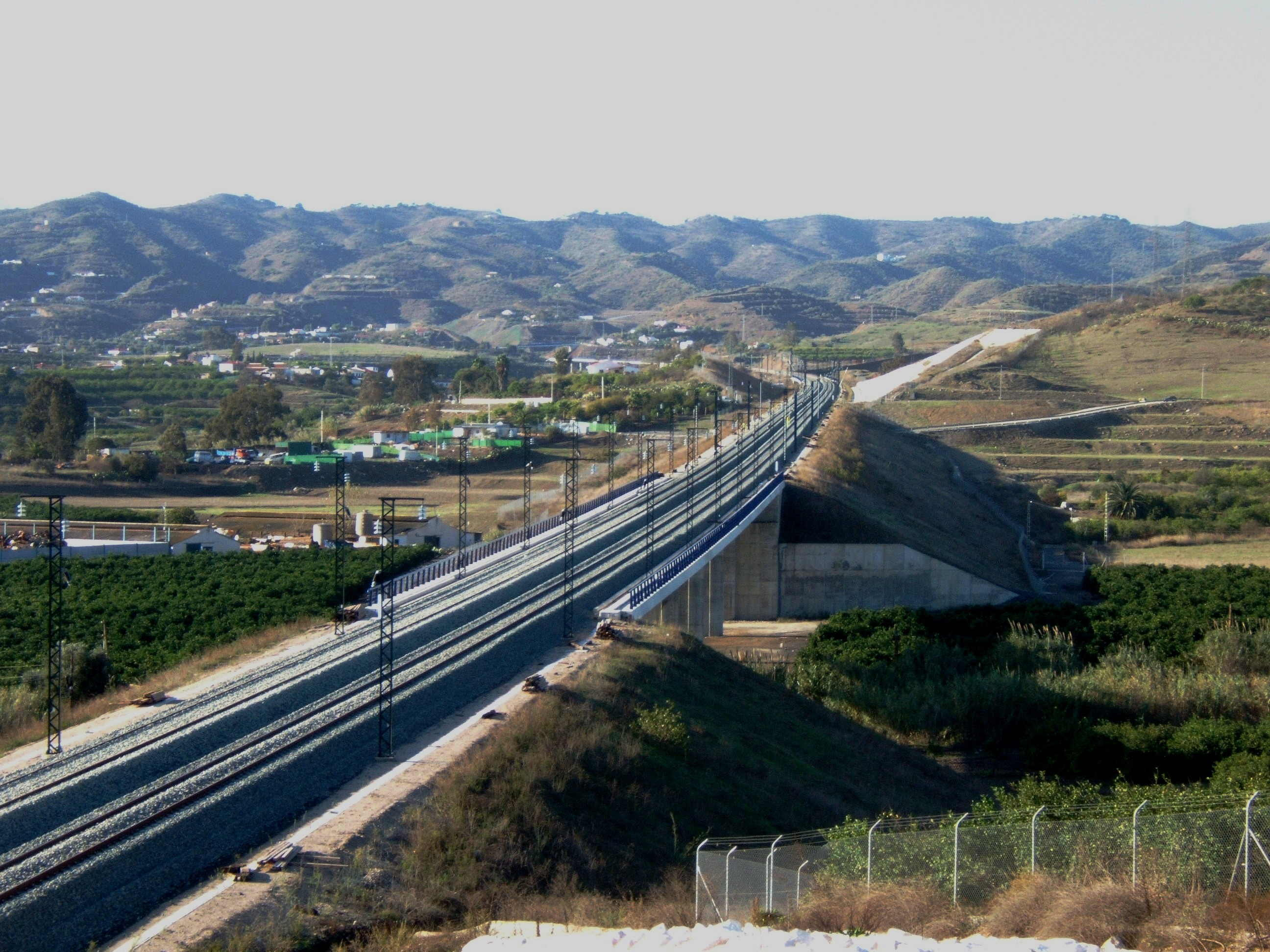
Línea de alta velocidad junto a Sexmo.

Esta localidad se encuentra perfectamente comunicada debido a la cercanía con Málaga capital. Desde Campanillas o Cártama Estación, se puede acceder a través de la A-7054, por una carretera que confluye con ésta. A través de la línea C-2 de Cercanías Málaga, cuya estación se encuentra a pocos metros de la localidad. En las líneas que el Consorcio de Transporte Metropolitano del Área de Málaga pone en servicio:
| Línea | Trayecto                      | Información |
| ----- | ----------------------------- | ----------- |
| M-144 | Gibralgalia-Sexmo             |             |
| M-146 | Cártama-Sexmo-Teatinos-Málaga |             |
| M-148 | Málaga-Sexmo-Cártama          |             |

## Fiestas
Sexmo celebra sus fiestas a la Virgen al finalizar el verano, en la semana del 12 de septiembre. Tras la procesión de la Virgen, se conmemora una feria que comienza el jueves siguiente de la procesión, acompañada por cabalgatas, pasacalles, campeonatos deportivos, carreras de sacos, concurso de caballos y concurso de trilla. Normalmente suelen participar en la trilla personas mayores de la zona, que trillan el grano mientras cantan canciones populares.
En el llano que se encuentra junto al colegio El Sexmo, se monta una carpa municipal dando lugar a actuaciones humorísticas, cantes y bailes. También, en esta feria se celebran los Miss y Mister.